# Doris Piserchia
Doris Piserchia (Fairmont, West Virginia, 11 de outubro de 1928 – Hackensack, New Jersey, 15 de setembro de 2021) foi uma escritora norte-americana de ficção científica.
Suas narrativas eram caracterizadas por incluírem alienígenas, sendo à época referidas como "cómico-sombrias" pelos seus leitores. É frequentemente associada ao movimento da New Wave da ficção científica, tornando-se nos últimos anos mais conhecida pela ficção científica feminista.

## Biografia
Nascida Doris Elaine Summers em Fairmont, West Virgina, em 1928, era filha de Dewey Summers e Viola Summers. Tinha seis irmãs e dois irmãos. Estudou Educação Física e trabalhou como nadadora-salvadora. No início da década de 1950 serviu na Marinha dos Estados Unidos, onde conheceu Joseph John Piserchia, com quem veio a casar em 1953. Após o nascimento do primeiro filho, Doris Piserchia abandonou a carreira militar, fixando-se no estado do Utah, enquanto o seu marido encontrava-se a combater no Vietname. Posteriormente, em 1963, tirou um mestrado em psicologia educacional na Universidade de Utah, antes de publicar a sua primeira obra Rocket to Gehenna para a revista Fantastic em setembro de 1966. 
Apesar de durante a década de 1960 ter publicado várias histórias em revistas de ficção científica, apenas publicou a sua primeira novela, o drama de vingança Mister Justice, em 1973. Recebeu no mesmo ano o Prémio de Melhor Ficção Científica com um conto editado por Frederik Pohl. Escrevia também sob o pseudónimo Curt Selby.
Deixou de publicar em 1983, pouco antes da sua filha falecer repentinamente, deixando-a com uma neta de três anos para criar.
Doris Piserchia morreu a 15 de setembro de 2021, aos 92 anos.

## Obras
- Mister Justice (1973)
- Star Rider (1974)[11]
- A Billion Days of Earth (1976)[12]
- Earthchild (1977)[13]
- Spaceling (1978)
- The Spinner (1980)
- The Fluger (1980)[14]
- Doomtime (1981)[15]
- Earth in Twilight (1981)[16]
- Blood County (1982) [como Curt Selby][17]
- I, Zombie (1982) [como Curt Selby][18]
- The Dimensioneers (1982)[19]
- The Deadly Sky (1983)[20]